# Shaviyani
Miladhunmadulu Uthuruburi (Nord-Miladhunmadulu-Atoll), mit der Thaana-Kurzbezeichnung ށ  (Shaviyani), ist ein Verwaltungsatoll (Distrikt) im Norden der Malediven.
Es umfasst den zentralen Teil des großen Thiladhunmathi-Miladummadulhu-Atolls, welcher auch Nord-Miladhunmadulu-Atoll genannt wird. Die Einwohnerzahl beträgt etwa 11.900 (Stand 2006).
14 Inseln sind bewohnt, neben dem Verwaltungshauptort auf der Insel Funadhoo im  Thiladhunmathi-Miladummadulhu-Atoll (1599 Einwohner) sind dies Bilehffahi, Feevah, Feydhoo, Foakaidhoo, Goidhoo, Kaditheemu, Komandoo, Lhaimagu, Maaugoodhoo, Maroshi, Milandhoo, Narudhoo, und Noomaraa. Insgesamt umfasst der Distrikt 52 Inseln.
Im Norden schließt sich die Provinz Haa Dhaalu an, im Süden grenzt die Provinz Noonu an.